# Marcellinus (Heermeister)
Marcellinus (griechisch Μαρκελλιανός Markellianós; † 468 auf Sizilien) war ein weströmischer Heermeister des 5. Jahrhunderts mit dem Titel Patricius.

## Familie
Der Römer Marcellinus entstammte einer unbekannten Honoratiorenfamilie Dalmatiens. Er besaß eine Schwester, deren Name nicht überliefert ist: Diese heiratete den Offizier Nepotianus, der unter Kaiser Maiorianus für rund drei Jahre (458–461) als dessen zweiter magister militum praesentalis die römischen Truppen in Südgallien und auf der iberischen Halbinsel befehligte, als sich Maiorianus selbst dort aufhielt. Sohn des Nepotianus war der spätere letzte weströmische Kaiser Julius Nepos.

## Militärische Tätigkeit
Marcellinus diente unter dem am Kaiserhof in Ravenna tätigen weströmischen Heermeister und Regierungschef Aëtius und war dessen Freund. Möglicherweise hatte er den Rang eines Regionalbefehlshabers inne, des comes rei militaris in Dalmatien. Als Aëtius am 21. September 454 von Kaiser Valentinian III. mit eigener Hand erschlagen wurde, sagte sich Marcellinus von diesem los und errichtete in Dalmatien ein halbunabhängiges Machtgebiet, das von den Kaisern in Konstantinopel stillschweigend anerkannt wurde (eine ähnliche Stellung hatte sich schon Gildo kurz nach der Reichsteilung von 395 in Africa geschaffen; nach dem Sturz des Maiorianus vollzog dies einige Jahre später Aegidius im nördlichen Gallien). Als Grundlage seiner Macht dienten Marcellinus die guten Verbindungen zu den führenden regionalen Familien, die Verfügung über die Edelmetallvorkommen, das Kommando über die im westlichen Illyricum verbliebenen Truppen und die finanziellen Mittel, um zusätzliche Soldaten (foederati) unter den Völkerschaften auf dem nördlichen Balkan anzuwerben.
Als der 457 in Ravenna erhobene Kaiser Maiorianus einen Feldzug nach Gallien und Hispanien unternahm, der sich am Ende gegen die Vandalen in Africa richten sollte, wurde er von Marcellinus mit solchen Hilfstruppen, die vor allem aus Hunnen bestanden, unterstützt. Um diese zu transportieren, verfügte er über eigene Schiffe. Wahrscheinlich weil der Kaiser den Nepotianus zu seinem zweiten Reichsheermeister ernannt hatte, entschied sich dessen Schwager für eine neue Politik. Die von Sidonius Apollinaris überlieferte coniuratio Marcelliana, eine Verschwörung gallischer Senatoren unter Führung eines Marcellus, hat daher höchstwahrscheinlich nichts mit Marcellinus zu tun. Dieser operierte vielmehr im Jahre 460 mit seinen Einheiten auf Sizilien und vermochte die Insel vor einem Einfall der Vandalen aus Afrika zu schützen. Ob er damals den Titel eines magister militum per Dalmatiam erhielt, ist unsicher.
Nachdem Maiorianus im August 461 auf Veranlassung des Reichsfeldherrn Ricimer abgesetzt und hingerichtet worden war, konnte dieser die Truppen des Marcellinus durch Geldversprechungen ihm abspenstig machen. Marcellinus kehrte daraufhin nach Dalmatien zurück. Der von Ricimer erhobene neue Kaiser Libius Severus erkannte seine Stellung dort zwar nicht an, jedoch griff der erste Heermeister gegen ihn nicht militärisch ein, weil Marcellinus vom oströmischen Kaiser Leo I. gestützt wurde. Nepotianus jedoch wurde aus seinem Amte abberufen. Wegen eines Gerüchtes, Marcellinus könne Italien angreifen, wandte sich eine Senatsgesandtschaft aus Rom an Leo, und dieser wies den dalmatischen Machthaber an, eventuelle derartige Pläne zu unterlassen. Daher erscheint ein erneutes Eingreifen des Marcellinus auf Sizilien, das in der Chronik des Hydatius für 465 verzeichnet ist und in der Forschung diskutiert wird, und zwar im Auftrage Leos, als eher unwahrscheinlich.
Im Frühjahr 467 begleitete Marcellinus den von Konstantinopel aus nach Westen ziehenden, von Leo als neuen Kaiser ausersehenen Anthemius mit einem Heer nach Italien. Nach dessen Inthronisation wurde im Jahr 468 ein großangelegter Feldzug gegen die Vandalen vorbereitet, den eine oströmische Flotte mit Landtruppen unter dem Oberbefehl des Schwagers von Kaiser Leo, Basiliskos, unternehmen sollte. Anthemius ernannte, auch um ein Gegengewicht gegen Ricimer zu haben, Marcellinus zum zweiten Reichsheermeister (magister militum) und Oberbefehlshaber der in den Feldzug eingebundenen weströmischen Truppen; zugleich verlieh er ihm den Titel eines patricius. Auf diese Weise stellte er ihn rangmäßig Ricimer gleich, eine Maßnahme, die eine Novität war, weil bis dahin nur der erste Reichsheermeister diesen Ehrentitel getragen hatte. Während Marcellinus von den Vandalen Sardinien und Sizilien zurückerobern konnte, scheiterte der Vorstoß des übrigen Heeres und der Flotte gegen Karthago, die Hauptstadt des vandalischen rex Geiserich, schon an der Küste. Als es diesem gelang, die Flotte durch Brandschiffe zu vernichten, zogen sich die Landtruppen auf oströmisches Gebiet zurück. Wenig später wurde Marcellinus im August 468 von einem seiner Offiziere auf Sizilien ermordet. Ob hinter diesem Anschlag Ricimer zu vermuten ist, wird seit jeher diskutiert: Eine ausdrücklich gegen ihn gerichtete Beschuldigung sprechen die zeitgenössischen und späteren Quellen nicht aus. Allerdings verlor Ricimer durch die Ermordung seines Kollegen einen Rivalen, der ihm hätte gefährlich werden können. Nach Marcellinus’ Tod fiel Sizilien wieder an die Vandalen.

## Persönlichkeit und Nachwirken
Marcellinus war kein Christ, sondern ein engagierter Anhänger der alten Kulte und pflegte Freundschaft zu paganen Philosophen; außerdem soll er sich als Wahrsager betätigt haben. Militärisch entwickelte er sich zu einem kompetenten Truppenkommandeur, der seine Soldaten stets gut ausrüstete. Die literarische Überlieferung bietet keine ausführliche Darstellung seines Lebens, sondern liefert nur ausschnitthafte Einzelheiten (besonders die Chronik des Hydatius, Fragmente des Priskos, Marcellinus Comes, Prokopios von Caesarea, die Getica des Jordanes, Bibliothek des Photios, Suda-Lexikon). Daher bleiben viele wichtige Fragen zu seinem Leben und Wirken offen. Jedenfalls ließ er keine Münzen prägen und verzichtete so auf jeden Anspruch, selbst Kaiser werden zu wollen.
Julius Nepos war ein Neffe des Marcellinus, erbte mittelfristig dessen Stellung in Dalmatien und erhielt von Kaiser Leo den Titel magister militum Dalmatiae. Im Jahre 474 wurde er vom neuen oströmischen Kaiser Zenon zum Kaiser im Westen ernannt und nach Italien geschickt. Nach seinem Sturz in Ravenna schon 475 zog er sich in den Diokletianspalast im dalmatischen Split zurück und amtierte hier bis zu seiner Ermordung im Jahre 480 als der letzte vom oströmischen Herrscher anerkannte Kaiser im Westen.